# Gädheim
Gädheim is een gemeente in de Duitse deelstaat Beieren, en maakt deel uit van het Landkreis Haßberge.
Gädheim telt 1.294 inwoners. 
De gemeente ligt in het Maindal, zo'n twaalf kilometer van Schweinfurt en tien kilometer van de Kreisstadt Haßfurt. De gemeente maakt onderdeel uit van de Beierse Planungsregion Main-Rhön en ligt aan de zuidrand van het natuurgebied Schweinfurter Rhön.
De gemeente heeft drie woonkernen Greßhausen, Ottendorf en Gädheim zelf.

## Gädheim en Gadheim
Gädheim mag niet verward worden met het dorp Gadheim, in de gemeente Veitshöchheim in Beieren. Dat kleine dorp is sinds 1 februari 2020 en de Brexit gekend als het geografische middelpunt van de Europese Unie, maar ligt westelijker dan de gemeente Gädheim.
Aidhausen ·
Breitbrunn ·
Bundorf ·
Burgpreppach ·
Ebelsbach ·
Ebern ·
Eltmann ·
Ermershausen ·
Gädheim ·
Haßfurt ·
Hofheim i. UFr. ·
Kirchlauter ·
Knetzgau ·
Königsberg i. Bay. ·
Maroldsweisach ·
Oberaurach ·
Pfarrweisach ·
Rauhenebrach ·
Rentweinsdorf ·
Riedbach ·
Sand a. Main ·
Stettfeld ·
Theres ·
Untermerzbach ·
Wonfurt ·
Zeil a. Main